# Успішна вулиця (Київ)
Успі́шна ву́лиця — вулиця в Голосіївському районі міста Києва, товариство індивідуальних забудовників «Жуляни». Пролягає від вулиці Степана Рудницького до вулиці Григорія Гуляницького.
Прилучаються вулиці Творча та Щаслива.

## Історія
Запроєктована на початку 2000-х років під назвою Вільямса 1. Сучасна назва — з 2008 року.